# Гисар, Тито
Федерико Артуро Гисар Толентино, более известный как Тито Гисар (исп. Federico Arturo Guizar Tolentino, mas conocido como Tito Guizar) (8 апреля 1908, Гвадалахара, Халиско, Мексика — 24 декабря 1999, Сан-Антонио, Техас, США) — выдающиеся (исп. primera) мексиканский актёр, композитор, певец, преподаватель. продюсер и сценарист, один из актёров — становителей эпохи «Золотого века мексиканского кинематографа» и один из актёров, покоривших Голливуд.

## Биография
Родился 8 апреля 1908 года в Гвадалахаре в семье Хосе Марии Гисар и Валенсия и Аделы Толентино де Гисар, также у него были двоюродные братья и сёстры Пепе (1906-80) и Сусана Гисар (1922-97). Первый был композитором и автором песен, вторая была актрисой. В мексиканском кинематографе дебютировал в 1932 году и с тех пор принял участие над работами 51 фильма и телесериала в качестве актёра, композитора, продюсера и сценариста. В 1924 году, его двоюродный дядя Фрэнсис Толентино являлся И.О. губернатора штата Халиско, добился того, чтобы своего племянника взяли в Театр Деголладо, где он выступал в качестве певца. Являлся певцом-тенором, также являлся преподавателем курсов вокала, подготовил ряд ныне известных певцов. Являлся знатоком мексиканской и итальянской кухни. В молодости был высоким, элегантным, образованным человеком, секс-символом мексиканского кинематографа 1930-х годов. Актёр являлся становителем эпохи «Золотого века мексиканского кинематографа», снялся в первом звуковом и музыкальном фильме На большом ранчо (в некоторых странах мира демонстрировался под названием Назад в огромное ранчо), снялся он блестяще. Партнёршей была другая звезда — Эстер Фернандес. Фильм получился очень хорошим, учитывая то, что успех фильма был ошеломляющим, было принято решение переснять фильм на английском языке с этим же актёрским составом, и фильм ждал повторный успех, и тогда актёров Тито Гисара и Эстер Фернандес пригласили в Голливуд. Во время пребывания в США, Тито Гисар являлся радиоведущим радиотелепередачи на английском и испанском языках в сети CBS, снимался в фильмах Paramount Pictures. В один прекрасный момент, он решил переехать в Мехико и все оставшиеся годы посвятить мексиканскому кинематографу.
Скорпостижно скончался 24 декабря 1999 года в Сан-Антонио во время поездки на отдых от скоротечной пневмонии, произошедшей из-за сильного холода на борту самолёта. Похоронен в Мехико на кладбище Пантеон.

### Личная жизнь
Тито Гисар в 1932 году женился на Кармен Норьеге и прожил вместе 58 лет до смерти супруги. В этом браке родилось трое детей — Лилия, Нина и Тито. Внук — мексиканский актёр Артуро Гисар.

## Фильмография

### Теленовеллы и многосезонные ситкомы
- Derbez en cuando (1999) .... Él mismo
- Привилегия любить (1998-1999) .... Agustín García
- Узурпаторша (1998) .... Don Panchito
- Женщина, случаи из реальной жизни (1985-2007; снимался в 1997 году)
- Мария из предместья (1995-1996) .... Padre Honorio
- Bajo un mismo rostro (1995)
- Маримар (1994) .... Papá Pancho Pérez
- De pura sangre (1985-1986) .... Juan
- El jugador de Ugo Betti (1967)
- The Chevy Show (1960)

### Художественные фильмы
- Reclusorio (1997) .... Tito Iriarte
- Allá en el rancho de las flores (1983)
- The Time and the Touch (1962) .... Max
- Locos por la televisión (1958)
- Música en la noche (1958)
- Música y dinero (1958)
- Locura musical (1958)
- Los hijos de Rancho Grande (1956)
- El pecado de ser mujer (1955)
- El plagiario (1955)
- De ranchero a empresario (1954)
- Sindicato de telemirones (1954)
- De Tequila, su mezcal (1950)
- Ahí viene Vidal Tenorio (1949)
- En los altos de Jalisco (1948)
- El gallero (1948) .... Gabriel
- Tropical Masquerade (1948) .... Fernando/Julio (Dos personajes)
- The Gay Ranchero (1948) .... Nicci López
- On the Old Spanish Trail (1947) .... Rico/The Gypsy
- The Thrill of Brazil (1946) .... Tito Guizar
- Mexicana (1945) .... 'Pepe' Villarreal
- ¡Como México no hay dos! (1945)
- Marina (1945)
- Adiós, mariquita linda (1944)
- Brazil (1944) .... Miguel Soares
- Amores de ayer (1944)
- ¡Qué lindo es Michoacán! (1943)
- Blondie Goes Latin (1941) .... Manuel Rodríguez
- Allá en el Trópico (1940) .... José Juan García
- De México llegó el amor (1940)
- The Llano Kid (1939) .... The Llano Kid
- El rancho del pinar (1939) .... Alberto Galindo
- Papá soltero (1939)
- St. Louis Blues (1939) .... Rafael San Ramos
- El trovador de la radio (1938) .... Mario del Valle
- Mis dos amores (1938) .... Julio Bertolín
- Tropic Holiday (1938) .... Ramón
- Amapola del camino (1937) .... Antonio Rosales
- На большом ранчо (1936; первый звуковой, музыкальный фильм и первый фильм «Золотого века мексиканского кинематографа») .... José Francisco Ruelas
- Under the Pampas Moon (1935) .... Cantante de café

## Дискография
A partir de 1927 grabó varios centenares de discos en diversas marcas discográficas tales como Columbia, RCA Víctor, Peerles, Olympia y Orfeón Dimsa Okeh. Muchas de sus canciones fueron de la autoría de su primo hermano, Pepe Guízar, como Pobre Nopal, Chapultepec, Santa (Agustín Lara), Guadalajara, Qué lindo es Michoacán, Allá en el rancho grande, María Elena( Lorenzo Barcelata), Ojos tapatíos, Mujer (Agustín Lara), Tu ventanita, Silencio, Dos rosales, Cariñito, Estrellita, Tipitipitín (María Greever), Aurora; algunas con mariachi Güitrón, otras con la orquesta del maestro don Gonzalo "Chalo" Cervera, así como acompañado por el virtuoso de "la guitarra que lloraba", don Antonio Bribiesca Castellanos, etc. 

## Награды и премии

### TVyNovelas
| Год  | Специальный приз                                                   |
| ---- | ------------------------------------------------------------------ |
| 1995 | За личный многолетний вклад в развитие мексиканского кинематографа |